# Ponthévrard
Ponthévrard – miejscowość i gmina we Francji, w regionie Île-de-France, w departamencie Yvelines.
Według danych na rok 1990 gminę zamieszkiwało 420 osób, a gęstość zaludnienia wynosiła 163 osób/km² (wśród 1287 gmin regionu Île-de-France Ponthévrard plasuje się na 851. miejscu pod względem liczby ludności, natomiast pod względem powierzchni na miejscu 840.).